# Добыча (фильм, 2022)
«Добыча» (англ. Prey, иногда Хищник: Добыча) — американский научно-фантастический боевик 2022 года режиссёра Дэна Трахтенберга по сценарию Патрика Эйсона, основанный на франшизе «Хищник» братьев Томас. Пятая часть франшизы и приквел к первым четырём фильмам. Главные роли в картине сыграли Эмбер Мидтандер, Дакота Биверс, Дэйн Дильегро, Мишель Траш, Сторми Кипп, Джулиан Блэк Антилоп и Беннет Тейлор.
Разработка фильма началась во время производства «Хищника» (2018), когда Трахтенберг и Эйсон обратились к продюсеру Джону Дэвису с концепцией, которую они разрабатывали с 2016 года. Выяснилось, что название фильма является кодовым названием пятой части франшизы, которая служит историей происхождения главных злодеев. Премьера фильма состоялась на Comic-Con в Сан-Диего 21 июля 2022 года. Он был выпущен студией 20th Century Studios как оригинальный фильм Hulu 5 августа 2022 года. Фильм получил положительные отзывы критиков, которые высоко оценили боевые сцены, игру Эмбер Мидтандер, визуальные эффекты, кинематографию и образ команчей.

## Сюжет
Действие происходит в сентябре 1719 года на территориях Великих Северных равнин. Нару из племени команчей, имеющая навыки лекаря, мечтает стать великим охотником, как её брат Таабе. Во время преследования оленя Нару становится свидетелем прибытия «Громовой птицы» (в действительности это — космический корабль, десантирующий Хищника), принимая его за знак, что она готова испытать себя. Таабе, возглавляющий поисковый отряд с целью выследить горную львицу, напавшую на охотников племени, соглашается взять Нару с собой. Они находят раненого члена племени и собираются возвращаться обратно, но Таабе решает остаться, чтобы найти львицу и завершить охоту.
Нару, обнаружив необычные следы Хищника, идёт обратно вместе с Пааке и встречает Таабе. Вместе они устанавливают ловушку для львицы, но та подкрадывается и убивает Пааке. Нару ранит львицу. Отвлёкшись на непонятную вспышку света в лесу, она падает с дерева и, ударившись головой, теряет сознание. Таабе относит её домой, но возвращается прикончить ослабевшую львицу, чтобы стать новым вождём племени. Убеждённая в том, что реальная угроза всё ещё существует, Нару сбегает из дома вместе с Сари накануне дня охоты. Вскоре она находит стадо убитых бизонов с содранными шкурами, а позднее пытается убить медведя-гризли. Но вскоре сама оказывается загнанной зверем в ловушку. Внезапно медведя атакует и убивает неизвестное существо, что даёт Нару возможность сбежать. Вскоре она натыкается на группу охотников-команчей, посланных на её поиски, чтобы отвести домой. Разгорается спор, который перерастает в драку, но существо нападает на них и убивает мужчин одного за другим. Нару пытается сбежать, однако попадает в расставленный кем-то капкан. Видя, что она не представляет угрозы, нападавший оставляет её и просто уходит.
Французские охотники, убившие ранее бизонов из-за их шкур, находят Нару и берут её в плен, приказывая своему переводчику Рафаэлю Адолини расспросить её о существе. Когда Нару отказывается говорить, главарь охотников показывает ей также захваченного в плен Таабе и пытает его, затем связывает их обоих и оставляет как приманку для Хищника. Но существо, используя продвинутые технологии и вооружение, само нападает и убивает большинство охотников, давая время Нару и Таабе сбежать. Нару сражается с охотниками в лагере, спасает пойманного ими Сари и случайно натыкается на умирающего после схватки Рафаэля, который учит её обращению с пистолетом в обмен на своё лечение. Выполняя уговор, Нару даёт ему часть лечебных трав для остановки кровотечения из ран. И при новой атаке существа Рафаель неожиданно понимает, что эти травы также делают недоступным его обнаружение Хищником в тепловом спектре, понижая температуру тела человека.
Существо не может увидеть притворившегося мёртвым Рафаэля при помощи теплового зрения. Однако вскоре, задев его раненую ногу и услышав крик, убивает его. Таабе атакует верхом на лошади и спасает Нару. Вместе они почти одолевают Хищника, но тот включает режим невидимости, а затем подкрадывается к Таабе и убивает его. Нару убегает в лес и у реки находит выжившего главаря охотников, который прежде пытал Таабе. Она нападает на него и калечит, а затем оставляет рядом незаряженное оружие. Сама Нару использует траву, которая понижает температуру тела и прячет тепловую метку, используя раненого охотника как наживку для Хищника. Пока Хищник убивает главаря, она ранит его из пистолета Адолини, сбивает шлем и убегает с ним в лес.
Применяя свои наблюдения о тактике и поведении существа, Нару заманивает его в трясину, в которую сама попала ранее, и использует прицельный визер шлема Хищника против него самого. Хищник погибает, а Нару отрубает ему голову и рисует на лице полосы его светящейся кровью. Она забирает голову Хищника и пистолет. Потом Нару возвращается к людям своего племени, которые думали, что она погибла. Девушка говорит им, что опасность близко и пора искать новый дом. Племя чествует её, лицо Нару светится гордостью, она становится новым вождём.
В конце титров (также в виде стилизованной живописи индейцев) показаны ещё три прибывающие на Землю и направляющиеся к племени корабля Хищников.

## В ролях
- Эмбер Мидтандер — Нару, молодая воин-команч, которая защищает своё племя от Хищника[4][5][6]
- Дакота Биверс[d] — Таабе, брат Нару, опытный охотник[7]
- Дэйн Дильегро[англ.] — Хищник. Он владеет ранними версиями передового оружия, которое Хищники использовали в предыдущих фильмах[8][9]
- Сторми Кипп — Васапе, охотник-команч
- Мишель Траш[англ.] — Арука, мать Нару и Таабе
- Джулиан Блэк Антилоп[d] — вождь Кехету[10]
- Беннет Тейлор[d] — Рафаэль Адолини, французский переводчик

## Производство

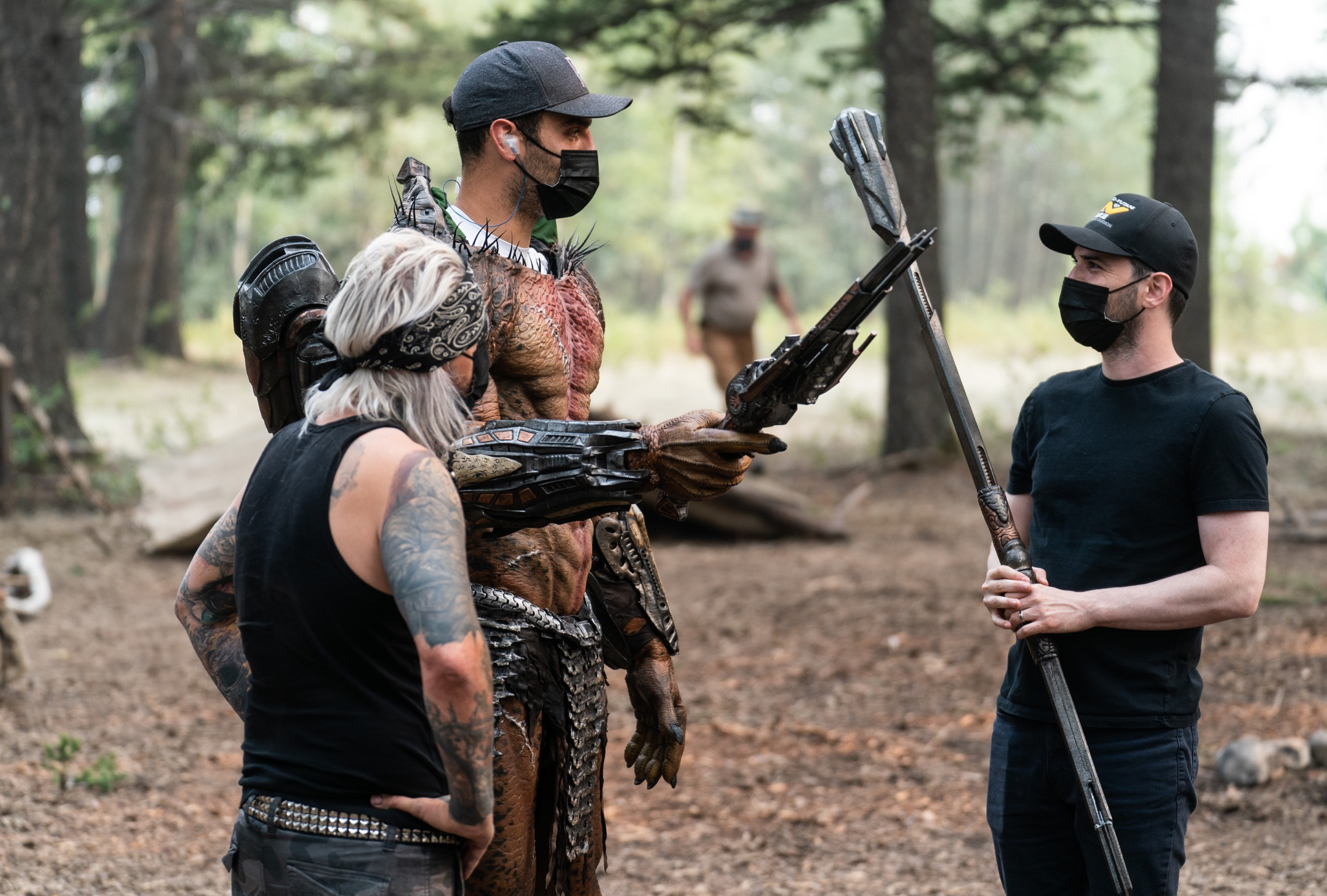
Дэйн Дильегро (актёр, сыгравший хищника) и режиссёр Дэн Трахтенберг на съёмках фильма «Добыча»

Во время производства фильма «Хищник» (2018) к продюсеру Джону Дэвису обратились Дэн Трахтенберг и сценарист Патрик Эйсон с концепцией продолжения, которую они разрабатывали с 2016 года. Новая картина была задумана как фильм с рейтингом R. По словам Трахтенберга, источником вдохновения для него стало творчество Джорджа Миллера: «Меня очень вдохновил „Безумный Макс: Дорога ярости“. Из-за него я задумался о том, что тоже хочу снять фильм, который был бы одним непрерывным действием. Я сосредоточился на мыслях об экшене и эмоциях, которые в итоге и создали картину».
В декабре 2019 года появились данные о фильме «Черепа», центральным персонажем которого станет женщина из племени команчей, идущая против гендерных норм и традиций, чтобы стать воином. Режиссёром должен был стать Трахтенберг, а сценаристом — Эйсон. В ноябре 2020 года выяснилось, что «Черепа» — это условное название пятой части франшизы «Хищник», над которой работает всё та же творческая группа. Изначально не предполагалась сюжетная связь с событиями предыдущей части. По словам Трахтенберга, вообще не планировалось раскрывать связь новой картины с франшизой.
В мае 2021 года стало известно, что главную роль в фильме сыграет Эмбер Мидтандер. 12 ноября 2021 года, в День Disney+, были объявлены окончательное название, «Добыча», и приблизительная дата выхода на Hulu и Disney+ — середина 2022 года. Трахтенберг объяснил, что его целью было вернуться к истокам франшизы: «изобретательность человека, который не сдаётся, который может наблюдать и интерпретировать, в основном способный победить более сильного, более мощная, хорошо вооружённая сила». Фильм снял оператор Джефф Куттер. Съёмки проходили в Калгари, в канадской провинции Альберта, в 2021 году. Они завершились в сентябре, тогда же стало известно, что в картине играют Дакота Биверс и Дэйн Дильегро.
По словам Трахтенберга, на раннем этапе рассматривалась возможность начать фильм с диалогов на языке команчей, а потом перейти на английский язык для удобства аудитории, подобно тому, как поступили с русским языком в «Охоте за „Красным Октябрём“». В конечном итоге авторы картины поняли, что это не сработает. «Добычу» сняли на английском и команчском языках, причём был подготовлен альтернативный дубляж для команчей, и обе языковые версии были выложены на Hulu. Во время постпродакшна Moving Picture Company занималась визуальными эффектами, Amalgamated Dynamics — специальными эффектами и эффектами существ, поскольку прежде эта компания работала над «Хищником» и фильмами-кроссоверами «Чужой против Хищника» (2004) и «Чужие против Хищника: Реквием» (2007). Музыку написала Сара Шахнер. Лейбл Hollywood Records 5 августа 2022 года выпустил саундтрек в качестве отдельного альбома.

## Релиз
Премьера состоялась на Comic-Con в Сан-Диего 21 июля 2022 года. 5 августа 2022 года студия 20th Century Studios выпустила «Добычу» в качестве оригинального фильма Hulu. Картина вышла на Disney+ Hotstar в Индии и Юго-Восточной Азии, на Star+ в Латинской Америке и на Disney+ в других регионах.
«Добыча» стала самой успешной премьерой в истории Hulu: за первые три дня она собрала рекордное количество просмотров. Этот фильм стал самой просматриваемой премьерой на сервисах Star+ в Латинской Америке и на Disney+ под баннером Star во всех других регионах. По данным потокового сервиса Reelgood, он был самой просматриваемой программой на всех платформах в течение недели с 12 августа 2022 года. По данным американской кампании Whip Media, «Добыча» была самым просматриваемым фильмом в США с 5 по 7 августа 2022 года.

## Оценки
«Добыча» получила в основном положительные отзывы от критиков и зрителей. На сайте-агрегаторе обзоров Rotten Tomatoes её рейтинг составил 93 % при средней оценке 7,6 из 10. По общему мнению рецензентов с этого ресурса, «Добыча — это редкий боевик, вызывающий выброс адреналина без ущерба для развития персонажей». На сайте Metacritic фильм получил 70 баллов из 100, что указывает на «в целом положительные отзывы».
Дэвид Фир (англ. David Fear) из Rolling Stone назвал «Добычу» долгожданным шедевром и ярким событием. По его мнению, Трахтенбергу удалось уловить дух оригинального «Хищника» и придать фильму индивидуальность, а Эмбер Мидтандер показала прекрасную игру. Её персонаж, считает Фир, стал версией Эллен Рипли (главной героини серии фильмов «Чужой»). Эндрю Вебстер из The Verge счёл фильм свежим взглядом на франшизу, похвалил развитие персонажа Нару и заявил, что сила фильма заключается в его простоте и стремлении следовать основной концепции без каких-либо стереотипов.
Белен Эдвардс из Mashable назвала «Добычу» лучшей частью франшизы со времён картины 1987 года, похвалила операторскую работу, сценарий, игру Мидфандер, отметила, что сеттинг фильма обеспечивает свежий контекст. Оди Хендерсон (RogerEbert.com) оценил «Добычу» на 3,5 звезды из 4, выделив изображение народа команчей и персонажа Нару; по его словам, фильму удаётся быть пугающим, интересным и эмоциональным одновременно. Том Йоргенсен (IGN) оценил фильм на 8 баллов из 10, похвалил уровень насилия и игру Мидфандер, а сюжет назвал простым, но не упрощённым. Джеймс Дайер из Empire оценил фильм на 4 звезды из 5 и счёл его лучшей частью франшизы со времён оригинального «Хищника». Он счёл сеттинг аутентичным, похвалил боевые сцены.
Брэд Карран (Screen Rant) счёл одежду и быт команчей в фильме исторически достоверными, как и описание взаимоотношений индейцев с французскими трапперами. Константин Мышкин («Film.ru») констатировал, что «быт индейцев… поставлен на уровне исторических документалок для первичного ознакомления с темой». Алексей Ионов («Мир фантастики») охарактеризовал «Добычу» как «умный, оригинальный и зрелищный приквел „Хищника“ с изобретательным экшеном, яркими персонажами и шикарными видами американских равнин», но при этом счёл финальную битву скомканной.
Сергей Прудников (журнал «25-й кадр») оценил фильм на 4,5 балла из 5 за атмосферность, зрелищность, качественный визуал, ненавязчивое продвижение условной фем-повестки. Сергей Афонин («Geek City») отнёс к плюсам картины эффектные боевые сцены, убедительный образ главной героини, сюжетную динамику, к минусам — посредственного качества модели диких животных. Для Павла Воронкова («Газета.ru») «Добыча» — успешное возвращение франшизы к истокам с великолепными пейзажами, с новой Эллен Рипли, с отличными боевыми сценами. Недостатками фильма этот критик назвал неспешный зачин, частые уходы камеры в сторону при показе боевых сцен, проблемы с языками (английский используется с вкраплениями языка команчей, французские реплики не переводятся).
Вадим Богданов («InterMedia») поставил «Добыче» 8 баллов из 10, увидев в ней воскрешение полумёртвой франшизы. Он отметил визуальную красоту, аутентичность, качественный показ противостояния людей и Хищника, счёл саундтрек очень атмосферным. Дмитрий Соколов («Киномания») положительно оценил боевые сцены за их жестокость и использование инопланетных технологий, а также сюжетную динамику, стильный дизайн нового Хищника, передачу атмосферы франшизы. При этом, по его мнению, животные на фоне Хищника выглядят слишком искусственно, индейцы-охотники прописаны крайне схематично.
По итогам 2022 года многие издания, в частности The Boston Globe, CBR, Empire, GameSpot, Inverse, io9, Las Vegas Weekly, Nerdist, Screen Rant, включили «Добычу» в свои списки лучших фильмов.

## Награды
| Награда                        | Дата церемонии  | Категория                                                                                    | Получатель(и) | Результат | Ссылки |
| ------------------------------ | --------------- | -------------------------------------------------------------------------------------------- | --- | --------- | ------ |
| Альянс женщин-киножурналистов  | 5 января 2023   | Лучшее прорывное выступление женщины                                                         | Эмбер Мидтандер | Номинация | [ 54 ] |
| Ассоциация кинокритиков Остина | 10 января 2023  | Премия Роберта Р. «Бобби» МакКарди за прорыв в искусстве                                     | Эмбер Мидтандер | Номинация | [ 55 ] |
| Награды киноаудио общества     | 4 марта 2023    | Выдающееся достижение в микшировании звука для нетеатрального кино или ограниченного сериала | Рон Осиови, Крэйг Хениган, Крис Терхьюн, Джоэл Догерти, Фрэнк Вулф, Джеймисон Рэббе, Коннор Наги                                                                                            | Номинация | [ 56 ] |
| Выбор критиков                 | 15 января 2023  | Лучший фильм для телевидения                                                                 | Добыча | Номинация | [ 57 ] |
| Выбор критиков                 | 15 января 2023  | Лучшая женская роль в мини-сериале или фильме, снятом для телевидения                        | Эмбер Мидтандер | Номинация | [ 57 ] |
| Золотая катушка                | 26 февраля 2023 | Выдающееся достижение в звуковом редактировании — нетеатральный фильм                        | Крис Терхьюн, Уилл Файлз, Джеймс Миллер, Кристофер Бонис, Диего Перес, Ли Гилмор, Джесси Энн Спенс, Дэвид Бах, Кори Перейра, Ник Симэн, Рони Пиллишер, Энни Тейлор, Лесли Блум, Шон Бреннан | Победа    | [ 58 ] |
| Голливудская музыка в СМИ      | 16 ноября 2022  | Лучший оригинальный саундтрек — боевик в прямом эфире (без кинопроката)                      | Сара Шахнер | Победа    | [ 59 ] |
| Премия Гильдии продюсеров США  | 25 февраля 2023 | Лучший фильм, транслируемый или транслировавшийся по телевидению                             | Добыча | Номинация | [ 60 ] |

## Будущее
В июне 2022 года Дэн Трахтенберг рассказал, что после релиза «Добычи» может начаться работа над новыми частями франшизы. В августе того же года Беннетт Тейлор, сыгравший Рафаэля Адолини, выразил заинтересованность в появлении приквела «Добычи», в котором была бы лучше раскрыта история его персонажа. Тейлор объяснил, что Адолини он попытался сыграть таким, каким он был в комиксе «Хищник: 1718» (основанном на нереализованном изначальном варианте приквела, который был задуман авторами фильма «Хищник 2»), хотя в фильм из этой книги не вошло почти ничего.